# Romance of Radium
Romance of Radium ist ein US-amerikanischer Kurzfilm aus der Reihe Pete Smith Specialties, der 1937 veröffentlicht wurde.

## Handlung
Der Film berichtet von der Entdeckung des radioaktiven Radiums. Es wird gezeigt, wie der Stoff in der Medizin benutzt wird. Ebenso werden die Schwierigkeiten bei der Gewinnung aufgezeigt. Mehrere Tonnen Erz müssen abgebaut werden, damit ein paar Gramm Radium gewonnen werden können.

## Auszeichnungen
1938 wurde der Film in der Kategorie Bester Kurzfilm (One-Reel) für den Oscar nominiert.

## Hintergrund
Romance of Radium war der erste Film der jemals über Radium gemacht wurde. Die Herstellung des Films dauerte auch deswegen zehn Monate. Zuerst hatte Smith mit zwei Helfern alles recherchiert, was es damals über Radium zu lesen gab. Als er die Ergebnisse MGM präsentierte, weigerte sich das Studio, den Film zu machen. Smith musste nachweisen, dass der Film gefahrlos gemacht werden konnte. Dann musste die Frage geklärt werden, wie das Produktionsteam vor den radioaktiven Strahlen geschützt werden kann. Dazu wurde ein Kostüm aus Wolle und Blei mit einer Kopfbedeckung aus den gleichen Materialien entwickelt, in die speziell angefertigte Glasaugen integriert wurden. Diese Bekleidung trugen alle auf dem Set. Ursprünglich sollten die Kameras ferngesteuert werden, was aber misslang. Daher wurde ein spezielles Kamerasystem entwickelt, das mit einer Bleiplatte geschützt wurde. Als die ersten Aufnahmen gemacht wurden, wurde klar, dass das damals übliche Filmmaterial nicht für Radium geeignet war: Durch die Strahlung entstanden wolkenartige Störungen auf den Bildern. Daher musste ein spezieller Film weiterentwickelt werden, bis er den Strahlen lange genug standhielt, um scharfe Bilder zu ermöglichen. Das Labor von Marie und Pierre Curie wurde im Studio exakt nachgebaut.
Die Uraufführung fand am 23. Oktober 1937 statt.
Wie bei allen Specialties fungierte Produzent Pete Smith auch als Erzähler.